# Идфу
И́дфу (Эдфу, егип. Бехдет (bḥd.t) или Джеба (ḏb3), др.-греч. Ἀπόλλωνος πόλις μεγάλη) — город на западном берегу Нила в 100 км к югу от Луксора.
Столица II нома Верхнего Египта, культовый центр бога Хора, которого греки отождествляли с Аполлоном.

## Археологические исследования
Первым из западных европейцев Идфу посетил Клод Сикар.
Французские (1921—1933 гг.) и франко-польские (1936—1939 гг.) раскопки открыли большую часть древнего города и некрополь (см. также разд. Идфу в статье Михаловский, Казимеж). Здесь были обнаружены многочисленные мастабы времён VI династии, в том числе обожествлённому Изи, правителю II нома при царях Джедкара Исеси и Пепи I. При жизни он был визирем, судьёй, распорядителем царских архивов и «великим Десятки Юга», а после смерти почитался в качестве местного святого. Найдены также следы кладбища Первого переходного периода и Среднего царства.

## Храм Хора

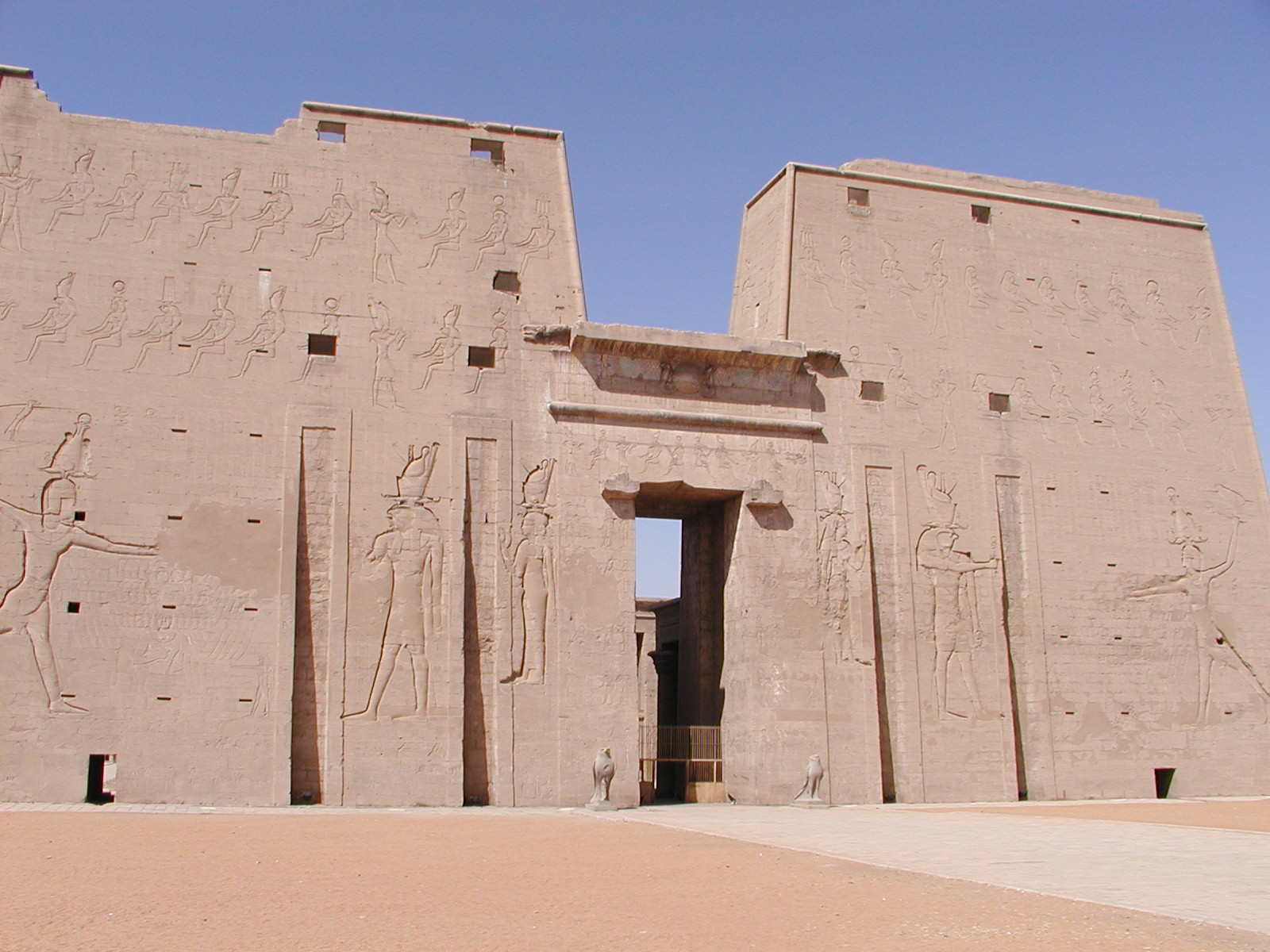
Храм Хора в Идфу

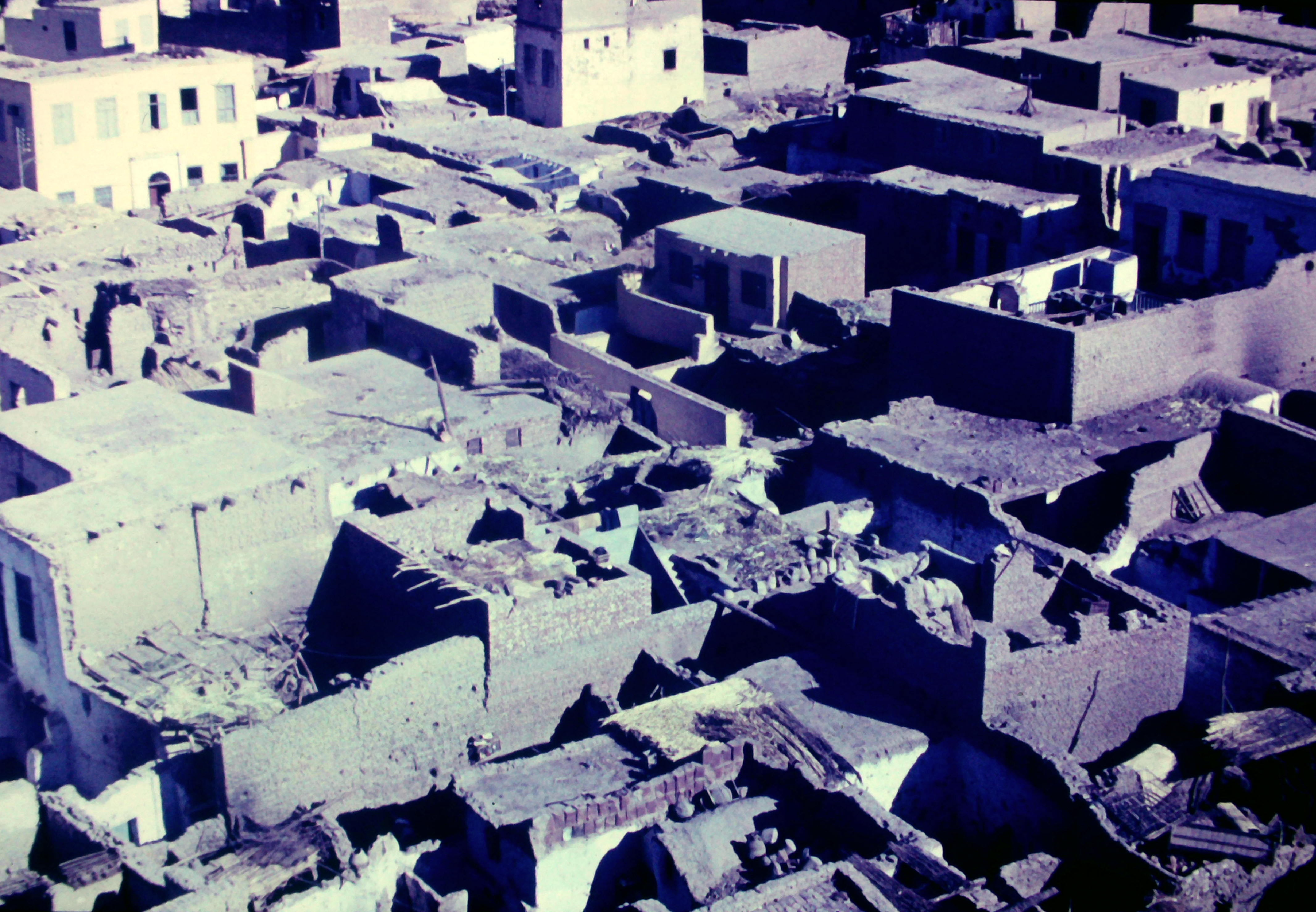
Эдфу, старый город

В честь бога Хора Бехдетского был построен грандиозный храм, который ныне является одним из наиболее сохранившихся египетских храмовых сооружений. Имея 137 метров в длину, 79 метров в ширину, при высоте пилонов в 36 метров, он считается вторым по размерам храмом после Карнака. Строительство началось при Птолемее III Эвергете в 237 г. до н. э. и было полностью закончено при Птолемее XII Неосе Дионисии в 47 г. до н. э. Храм был открыт в правление Птолемея X Александра (107-88 гг. до н. э.).
В Эдфу Хора изображали в виде крылатого диска, сокола, иногда человека с головой сокола. В надписях Эдфу он был также Хором-Ра; храмовые рельефы подчёркивают тесную связь Хора с его отцом Осирисом, матерью Исидой и Хатхор.
Надписи храма Эдфу имеют большое значение для египетской филологии, так как представляют собой одно из самых больших собраний иероглифических текстов греко-римского времени.